# 渡辺おさむ
渡辺 おさむ（わたなべ おさむ、1980年 - ）は、現代美術作家。独自の「Fake Cream Art」を国内外で展開。山口県周南市出身。東京造形大学デザイン学科卒業。

## 人物
母親が製菓学校講師だったので、幼い頃からお菓子に囲まれて暮らしており、学校から帰ると母が作ってくれたお菓子が用意されていて、また誕生日などの記念日でも作ってくれたお菓子を食べられ、幸せな想い出となった。美術大学に進学し、作品として何を作るか思案する段になって、自分の人生で一番身近な存在で 幸福な想い出と密接に結びついていたお菓子を作品とすることに思い至った。
マカロンなどの洋菓子やさまざまなフルーツのフェイクを散りばめて、エンターテイメント性に富み、甘くて幸せなイメージを展開している。NHKをはじめとしたテレビへの出演、百貨店内やエステサロンを装飾するコラボレーション、アニメーションとのコラボレーション、など美術に疎遠になりがちな人々にも親しまれてきた。このような活動について本人はインタビューで「クリームが増殖する様に、自分の表現が様々な文化と結びつき世界に広がって行くというプロジェクトを、様々なメディアや企業とコラボレーションする事によって実現しています。」と語っている。

## 作品
2000年より様々なものに、フェイククリームで装飾する自らの表現スタイルを「Fake Cream Art」と定義し、新しい芸術のジャンルとして活動している。美術史で扱われるような古典的作品を題材に、それに独自の新しいアートのアプローチを施すことにより、それまでとは違った価値観を見出だす作品群も生み出している。名画やギリシャ彫刻でにデコレーションするシリーズ〜Another legend〜や、真っ白なクリームで枯山水を表現された作品「KARESANSUI」シリーズ、世界遺産にデコレーションシリーズなどがある。

## 経歴
- 山口県立華陵高等学校英語コース 卒業。
- 2003年東京造形大学デザイン学科卒業。
- 2007年長野県信濃美術館「五感でアート展」に於いて美術館デビュー。同年、MOCA（上海当代芸術館）「ECOxDESIGN展」にて海外美術館デビューを果たす。

2008年以降、北京での個展を皮切りに、上海、ミラノ、ベルギー、トルコ、香港と立て続けに海外で作品を発表。
2009年7月、国際的なアートトリエンナーレである大地の芸術祭 越後妻有アートトリエンナーレに選出される。さらに12月に行われるMOCA（上海当代芸術館）アニマミックスビエンナーレに選出される。2012年には大原美術館での個展　渡辺おさむOHARA-DECO 清須市はるひ美術館　渡辺おさむお菓子の美術館を開催。

## 賞
- 京都アートコンペ2001 審査員特別賞（2001年）
- 第19回ひとつぼ展 入選（2001年）
- ターナーアクリルアワード 審査員特別賞（2001年）
- アミューズアートジャム2007 倉本美津留賞（2007年）

## 作品収蔵先
- 山ノ内町立志賀高原ロマン美術館
- 大原美術館
- 清須市はるひ美術館
- 高崎市美術館
- おかざき世界子ども美術博物館
- 平野美術館
- 大原こども美術館（大原美術館サテライトパビリオン）
- 笠間日動美術館
- 酒田市美術館

## メディア

### テレビ
- 「超最先端エンタメ情報番組 TOKYOブレイクする〜!」BS11（2008年）
- 「東京カワイイ★TV」NHK(2009年)
- 「王様のブランチ」TBS（2010年）
- 「NNN Newsリアルタイム」日本テレビ（2010年）
- 「夢色パティシエール」日本テレビ（2010年）
- 「メレンゲの気持ち」日本テレビ（2011年）
- 「徹子の部屋スペシャル」テレビ朝日（2012年）
- 「ひるまえ ほっと」NHK（2014年）
- 「めざましテレビ」フジテレビ（2014年）
- 「L4 YOU!」テレビ東京（2014年）
- 「スッキリ!!」日本テレビ（2015年）
- 「デザイン・コード」テレビ朝日（2016年）
- 「ブレイク前夜」BSフジ（2017年）
- 「シャキーン!」NHK Eテレ（2018年）
- 「1Hセンス」フジテレビ（2018年）
- 「NHKドキュメンタリー詩とアートの世界~自由というしあわせ編~」 NHK（2019年）
- 「眉村ちあきのアーティストと遊ぼう」 エンタメ～テレ（2020年）
- 「めざましテレビ」フジテレビ（2020年）
- 「Musée du ももクロ」テレ朝動画（2021年）

### 映画
- 「ラブxドック」アスミック・エース（2018年）美術協力及び吉田羊演じる剛田飛鳥の同僚パティシエ役として出演

### ラジオ
- 「COUNTDOWN CONNECTION」エフエム富士（2010年）
- 「RENDEZ-VOUS」J-WAVE（2011年）
- 鈴木おさむ「よんぱち 48hours 〜WEEKEND MEISTER〜」TOKYO FM（2018年）
- 「GOOD NEIGHBORS」J-WAVE（2019年）

### 雑誌
- 「Pen」阪急コミュニケーションズ（2007年）
- 「Numéro TOKYO」扶桑社 (2009年)
- 「an・an」マガジンハウス（2010年）
- 「SWAK」纏パブリシティ（2010年）
- 「Deco&Deco」ブティック社（2010年）
- 「sweet」宝島社（2010年）
- 「美術手帖」美術出版社（2011年）
- 「オズマガジン」スターツ出版（2014年）
- 「モノ・マガジン」ワールドフォトプレス（2016年）

### 著書
- OSAMUWATANABE SWEET OR UNSWEET? (ビー・エヌ・エヌ新社) ISBN 9784861008108
- OSAMU WATANABE POSTCARD BOOK (パルコ) ISBN 9784865060348
- 渡辺おさむのスイーツデコメソッド ( 誠文堂新光社) ISBN 9784416715291

### 広告
- 西武渋谷店 シブヤスタイル 表紙(2009年)
- ルミネ池袋店 ポスター(2010年)
- 港南台バーズ ポスター(2010年)
- 大丸松坂屋 うふふガールズ（2012年）

### CM
- 渡辺おさむ展お菓子の遊園地 山口放送(2015年)
- 渡辺おさむ展お菓子の国のアリス 大分朝日放送(2015年)
- おのだサンパーク 山口放送(2017年)